# Tribolium castaneum
Tribolium castaneum är en skalbaggsart som först beskrevs av Herbst 1797.  Tribolium castaneum ingår i släktet Tribolium och familjen svartbaggar. Arten är reproducerande i Sverige. Inga underarter finns listade i Catalogue of Life.

## Bildgalleri

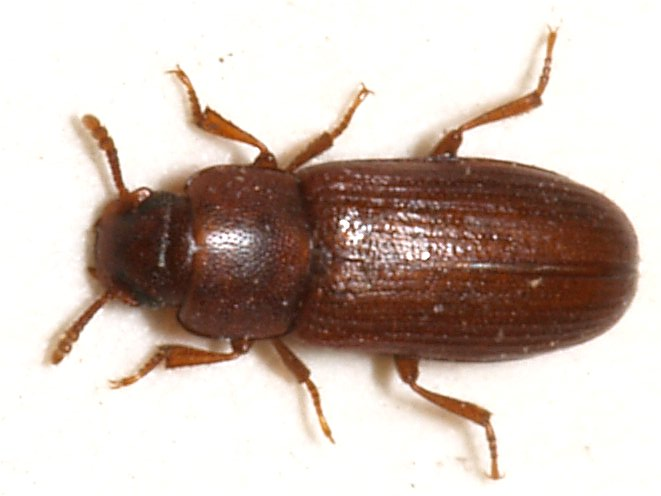